# Педру де Сінтра
Пéдру де Сінтра (порт. Pedro de Sintra), також відомий як Перу де Сінтра (порт. Pêro de Sintra) — португальський мореплавець та дослідник.

## Біографія
Разом з іншими португальськими мореплавцями, найнятими лісабонським купцем Фернаном Гомішем — Перу Ешкобаром, Фернаном до По, Жуаном де Сантарен та Лопу Гонсалвішем, Педру де Сінтра був серед ряду мореплавців, які досліджували Гвінейську затоку в цей період від імені короля Португалії Афонсу V. Педру де Сінтра був одним із перших європейців, хто досліджував узбережжя Західної Африки. Приблизно в 1462 році його експедиція досягла нинішньої Сьєрра-Леоне і дала назву цій землі.
Хоча, за словами професора К. Магбайлі Файла, це могло бути неправильним тлумаченням істориків: є свідчення про згадку землі "Сьєрра Ліоа" ще до 1462 року, коли експедиція де Сінтри досягла узбережжя Сьєрра-Леоне. Це означає, що людина, яка назвала Сьєрра-Леоне, досі невідома. Якщо цю територію відкрив і назвав всеж таки де Сінтра, незрозуміло, чи назва походить від рельєфу чи клімату в цьому районі. За деякими даними, прибережні регіони нагадували зуби лева, а інші припускають, що місцеві грози звучали як рик лева. Англійські мореплавці XVI століття називали територію Сьєрра-Леоа, яка пізніше перетворилася на Сьєрра-Леоне в XVII столітті. Британці, до колонізації території, офіційно прийняли назву Сьєрра-Леоне в 1787 році
Де Сінтра продовжив свою подорож із Сьєрра-Леоне до сучасної Нігерії, де процвітало королівство Бенін. Він описав вулиці Беніну як широкі та чисті; на відміну від усього, що він зустрічав у Європі. Він також описав добре одягнених людей.